# TT44
La tombe thébaine TT 44 est située à Cheikh Abd el-Gournah, dans la nécropole thébaine, sur la rive ouest du Nil, face à Louxor en Égypte.
C'est la sépulture d'Amenemhab, prêtre-ouâb d'Amon. Elle date de la période ramesside.